# Leif Øgaard
Leif Øgaard (ur. 5 stycznia 1952) – norweski szachista, arcymistrz od 2007 roku.

## Kariera szachowa
W latach 70. i 80. należał do podstawowych zawodników reprezentacji Norwegii, sześciokrotnie (w latach 1970–1984) występując na szachowych olimpiadach (w tym 2 razy na I szachownicy). Na swoim koncie posiada brązowy medal, który otrzymał za indywidualny wynik na VI szachownicy w 1970 roku. Jest pięciokrotnym indywidualnym mistrzem Norwegii, złote medale zdobył w latach 1974, 1975, 1979, 1985 i 1993.
W latach 1969 i 1971 dwukrotnie wystąpił w mistrzostwach świata juniorów do lat 20. W 1972 zajął II miejsce w Arosie, natomiast w 1974 III (za Robertem Hübnerem i Heikki Westerinenem) w Oslo. Rok później był II (za Westerinenem) w Dortmundzie, natomiast w 1976 podzielił II lokatę (wraz z Raymondem Keene i Ivanem Nemetem) w Aarhus. W 1980 zajął II-III miejsce (za Anthonym Milesem, a wraz z Nickiem de Firmianem) w Bærum. W 1981 i 1982 dwukrotnie triumfował w otwartych turniejach w Gausdal (wypełniając dwie normy arcymistrzowskie). W 1986 podzielił II lokatę (za Jonathanem Tisdallem, a wraz z Knutem Helmersem) w Oslo, natomiast w 1987 zajął II-IV miejsce (za Thomasem Ernstem, a wraz z Johannem Hjartarsonem i Ferdinandem Hellersem) w turnieju strefowym (eliminacji mistrzostw świata) w Gausdal.
Najwyższy ranking w karierze osiągnął 1 lipca 1982 r. , z wynikiem 2510 punktów dzielił wówczas 64. miejsce na światowej liście FIDE (oraz jednocześnie pierwsze wśród norweskich szachistów).
Od 1990 w turniejach klasyfikowanych do rankingu występuje bardzo rzadko. Na przełomie 2006 i 2007 r. w drużynowych mistrzostwach Norwegii wypełnił trzecią normę arcymistrzowską i został dziewiątym norweskim szachistą, któremu Międzynarodowa Federacja Szachowa przyznała ten tytuł.